# داء أضداد موغ
يُعد داء أضداد موغ (موغاد)، (بالإنجليزية: MOGAD)، أو التهاب الدماغ والنخاع المرتبط بأضداد موغ، مرضًا التهابيًا مُزيلًا للميالين يصيب الجهاز العصبي المركزي. توجد الأجسام المضادة المصلية لبروتين الخلايا الدبقية قليلة التغصن السكري في ما يصل إلى نصف المرضى الذين يعانون متلازمة مزيلة للميالين مكتسبة، ووُصفت مع مجموعة من تجليات الأنماط الظاهرية، بما فيها التهاب الدماغ والنخاع الحاد المنتشر والتهاب العصب البصري والتهاب النخاع المستعرض والتهاب النخاع والعصب البصري.

## تجلي المرض
إن التجليات السريرية متغيرة وتعتمد إلى حد كبير على التظاهرات السريرية العامة.
رُصدت أضداد موغ الذاتية مع الحالات التالية:
- التهاب النخاع والعصب البصري سلبي المصل.[4]
- التهاب الدماغ والنخاع الحاد المنتشر، خاصة في الحالات الناكسة والخاطفة.[5]
- التصلب المتعدد.
- التهاب العصب البصري (بما في ذلك حالات CRION (اعتلال العصب البصري الالتهابي المزمن)).[6]
- التهاب النخاع المستعرض.
- التهاب السحايا العقيم والتهاب السحايا والدماغ (عادة ما بعد العدوى).[7]

تتمثل أكثر الأنماط الظاهرية شيوعًا في التهاب الدماغ والنخاع الحاد المنتشر (إيه دي إي إم) عند الأطفال والتهاب العصب البصري (أو إن) عند البالغين. دُرست بعض هذه الأنماط الظاهرية بالتفصيل:

### التهاب النخاع والعصب البصري سلبي المصل
وُصفت أضداد موغ في عدد من مرضى التهاب النخاع والعصب البصري سلبي المصل (NMOSD) الذين كانت أضداد الأكوابورين 4 (AQP-4) سلبية لديهم. على أي حال، تنطوي معظم حالات NMOSD)) على اعتلال خلوي نجمي، ويرتبط المرض تحديدًا بأضداد الأكوابورين 4، بينما يجسد المرض المرتبط بأضداد موغ اعتلالًا في الخلايا الدبقية قليلة التغصن، ما يشير إلى اختلاف هذين الكيانين المرضيين. نوهت بعض التوصيفات الطبية بحالات نادرة أبدى المرضى فيها لديهم أضدادًا لكل من الأكوابورين 4 والموغ. يعاني هؤلاء المرضى عادةً آفات دماغية شبيهة بآفات مرض التصلب المتعدد، إضافةً إلى آفات شوكية متعددة البؤر وضمور في العصب البصري. على أي حال، ما يزال وجود نوعي الأضداد معًا موضوع نقاش مستمر.

### التهاب الدماغ والنخاع الحاد المنتشر (إيه دي إي إم)
إن وجود أضداد موغ أكثر شيوعًا عند الأطفال المصابين بالتهاب الدماغ والنخاع المنتشر الحاد.

### إزالة الميالين التورمية
وُصفت حالات نادرة ارتبط فيها وجود أضداد موغ بالتصلب المتعدد التورمي.

## الأسباب
ما يزال سبب ظهور أضداد موغ الذاتية غير معروف.
اقترحت عملية مناعية ذاتية تالية للعدوى بمثابة آلية فيزيولوجية مرضية محتملة للمرض. تحدثت تقارير أخرى عن سببية محتملة أخرى ألا وهي المحاكاة الجزيئية بين موغ وبعض الفيروسات.

## الهيستوباثولوجيا
تشبه الآفات المزيلة للميالين في التهاب الدماغ والنخاع المرتبط بأضداد موغ تلك المشاهدة في التصلب المتعدد، أكثر من شبهها بآفات التهاب النخاع والعصب البصري (إن إم أو)، وتظهر أوجه التشابه أيضًا مع حالات النمط الثاني من التصلب المتعدد، مع إحاطة الخلايا التائية والبلاعم بالأوعية الدموية، والحفاظ على الخلايا الدبقية قليلة التغصن وعلامات تفعيل جملة المتممة.